# 井冈霉烯胺
井冈霉烯胺（简称井冈胺）是一种含氮有机化合物，分子式C7H13NO4，属于七个碳的不饱和氨基环醇，也是四糖阿卡波糖与抗生素井冈霉素的组成部分，存在于游动放线菌属（Actinoplanes）的一些物种中。